# Chalybs janias
Chalybs janias is een vlinder uit de familie van de Lycaenidae. De wetenschappelijke naam van de soort werd als Papilio janias in 1779 gepubliceerd door Pieter Cramer.

## Synoniemen
- Thecla cecina Hewitson, 1868